# Acronicta alpina
Acronicta alpina là một loài bướm đêm trong họ Noctuidae.